# ディーウ包囲戦 (1546年)
ディーウ包囲戦（ディーウほういせん、英語: Siege of Diu）、または第二次ディーウ包囲戦（だいにじディーウほういせん、英: Second Siege of Diu）は1546年に行われた、グジャラート・スルターン朝によるポルトガル領インドのディーウの包囲。ポルトガルの勝利に終わった。

## 背景
16世紀初期、イスラム教国のグジャラート・スルターン朝はインドにおける海軍の強国であった。グジャラートはマムルークの助けを借りてポルトガル艦隊と戦った。ポルトガルは1508年にマムルークとグジャラートの連合艦隊に敗れたが、翌1509年のディーウ沖の海戦での再戦では勝利した。ポルトガルは1536年までにディーウを完全に支配下に置き、一方グジャラートはムガル帝国の攻撃に晒されるようになった。
オスマン帝国は1517年にエジプトを（エジプト・エヤレト）、1538年にアデンを支配下に置くと（イエメン・エヤレト）、同1538年にグジャラート・スルターン朝と手を組んで反ポルトガル攻勢に打って出た。両国はすぐにディーウを包囲したが、失敗して撤退している。

## 包囲戦
1538年の包囲が失敗した後、グジャラートの将軍カジャール・サファルはディーウを再占領すべく再度包囲した。ジョアン・デ・マスカレニャス（João de Mascarenhas）率いるディーウの守備軍は1546年4月20日から11月10日までの7か月間、包囲に耐えた。
ポルトガル側の総督ジョアン・デ・カストロが艦隊を率いて到着すると、彼は包囲軍を敗走させて包囲戦を終結させた。
カジャール・サファルと息子のムハラム・ルミ・カーン（Muharram Rumi Khan、2人ともアルバニア出身とされる）は包囲戦の最中に戦死した。